# 羅伊·貝倫斯
羅伊·貝倫斯（荷蘭語：Roy Beerens；1987年12月22日—）是一位荷蘭足球運動員。在場上的位置是側鋒。他現在效力於荷甲球隊維迪斯。他代表荷蘭參加了2008年奧運會。